# Kate Grenville
Pour les articles homonymes, voir Grenville.
Kate Grenville, née le 14 octobre 1950 à Sydney, est une écrivaine australienne.

## Biographie
Fille d'un avocat et juge de la Cour de district, elle fait ses études dans un lycée de jeunes filles, puis à l'Université de Sydney. Elle travaille ensuite comme monteuse de films documentaires, éditrice de sous-titres et professeur de création littéraire.
Elle amorce sa carrière littéraire en 1984 avec Bearded Ladies: Stories, un recueil de nouvelles. Elle donne ensuite des romans qui mêlent le plus souvent intrigue sentimentale et fresque historique.
Elle réside à Sydney avec son mari, son fils et sa fille.
Elle reçoit le Baileys Women Prize for Fiction en 2001 pour The Idea of Perfection et le Commonwealth Writers' Prize (en) en 2006 pour Le Fleuve secret (The Secret River).
En 2010, elle reçoit un doctorat honorifique en lettres de l'Université de Nouvelle-Galles du Sud et, en 2012, un doctorat honorifique en lettres de l'Université Macquarie.

## Œuvre

### Romans

#### La trilogie coloniale
- The Secret River (2005) Publié en français sous le titre Le Fleuve secret, traduit par Mireille Vignol, Paris, Éditions Métailié, coll. « Bibliothèque anglo-saxonne », 2010, 300 p.  (ISBN 978-2-86424-727-2)
- The Lieutenant (2008) Publié en français sous le titre Le Lieutenant, traduit par Mireille Vignol, Paris, Éditions Métailié, coll. « Bibliothèque anglo-saxonne », 2012, 328 p.  (ISBN 978-2-86424-852-1). Le roman propose une version romancée de la relation entre le lieutenant William Dawes et l'adolescente aborigène Patyegarang au début des années 1790[1].
- Sarah Thornhill (2011), suite de Le Fleuve secret. Publié en français sous le titre Sarah Thornhill, traduit par Mireille Vignol, Paris, Éditions Métailié, coll. « Bibliothèque anglo-saxonne », 2014, 254 p.  (ISBN 978-2-86424-944-3)

#### Autres romans
- Lilian's Story (1985) Publié en français sous le titre Lilian’s story, traduit par Mireille Vignol, Mouriès, Éditions le Fil invisible, coll. « L’envers vaut l’endroit », 2004, 327 p.  (ISBN 2-84315-042-6)
- Dreamhouse (1986)
- Joan Makes History: A Novel (1988)
- Dark Places (1994) (autre titre Albion's Story)
- The Idea of Perfection (1999)

### Recueil de nouvelles
- Bearded Ladies: Stories (1984)

### Autres publications
- The Writing Book: A Manual for Fiction Writers (1990)  (ISBN 0-04-442124-9)
- Making Stories: How Ten Australian Novels Were Written (1993), with Woolfe, Sue  (ISBN 1-86373-316-7)
- Writing from Start to Finish: a Six-Step Guide (2001)
- Searching for the Secret River (2006)  (ISBN 1-921145-39-0)

### Adaptation cinématographique
- 1996 : Lillian's Story, film australien réalisé par Jerzy Domaradzki, d'après le roman éponyme, avec Toni Collette